# Платия (дем Бешичко езеро)
Вижте пояснителната страница за други значения на Платия.
Платия или Аланли (на гръцки: Πλατεία, до 1927 Αλανλή, Аланли) е село в Егейска Македония, Гърция, част от дем Бешичко езеро в административна област Централна Македония. Според преброяването от 2001 година селото има 74 жители.

## География
Платия е разположено в северната част на Халдикидическия полуостров. В непосредствена близост до Загливери и Партенио (Кизили).

## История
След Междусъюзническата война в 1913 година попада в Гърция. В 1926 година името на селото е сменено от Аланли на Платия, но промяната влиза официално в следващата 1927 година. Според преброяването от 1928 година Платия е изцяло бежанско село с 51 бежански семейства със 185 души.